# Matilde Carranza
Francisca Matilde Carranza Volío, mais conhecida como Matilde Carranza (nasceu em San José, 6 de janeiro de 1892) foi uma das líderes da grave dos professores de 1919 contra as políticas trabalhistas do Presidente Federico Tinoco Granados, que culminou com o incêndio do escritório do jornal governamental La Información. Em 1920, foi com Lyra e González para a Europa para aprender o Método Montessori, para que pudesse ser implementado na Costa Rica. A partir do início da década de 1930, Carranza foi aprofundar seus estudos nos Estados Unidos, e continuou por quase uma década, concluindo um doutorado em filosofia pela Universidade de Wisconsin em 1940.  Sua tese de pós-graduação, El pueblo visto um través de los Episodios nacionales, foi publicado na Costa Rica em 1942. Após a formatura, começou a lecionar no Santa Maria-of-the-Woods, no estado da Indiana.